# 1882 en Nouvelle-Écosse
Chronologie de la Nouvelle-Écosse
- 1878
- 1879
- 1880
- 1881
- 1882
- 1883
- 1884
- 1885
- 1886

Cette page concerne les événements survenus en 1882 dans la province canadienne de Nouvelle-Écosse.

## Politique

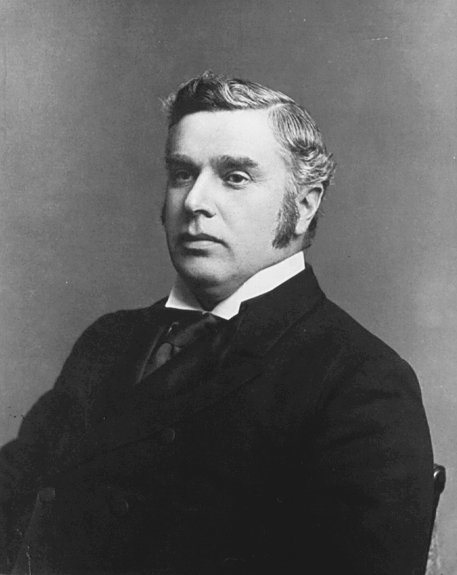
John Thompson

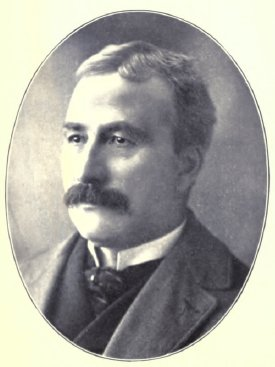
William Thomas Pipes

- Premier ministre : Simon H. Holmes puis John S.D. Thompson et William T. Pipes
- Chef de l'Opposition :
- Lieutenant-gouverneur : Adams George Archibald
- Législature :

## Événements
- 25 mai : John Sparrow David Thompson devient premier ministre de la Nouvelle-Écosse.

- 3 août : William Thomas Pipes remplace John Sparrow David Thompson comme premier ministre de la Nouvelle-Écosse.

## Naissances

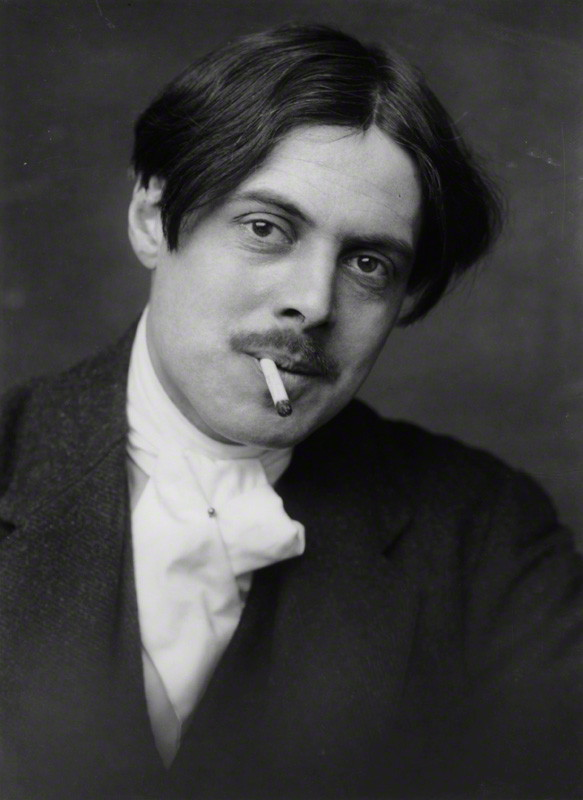
Wyndham Lewis en 1913.

- 18 novembre : Percy Wyndham Lewis (né à Amherst – mort à Londres le 7 mars 1957), peintre et écrivain britannique né canadien. Il fut un des fondateurs du mouvement vorticiste dans l'art, et édita le journal vorticiste BLAST (deux numéros). Ses romans comprennent Tarr, situé à Paris avant la Première Guerre mondiale, et la série inachevée The Human Age, qui se passe dans l'au-delà.